# Lena Andersson (Schriftstellerin)

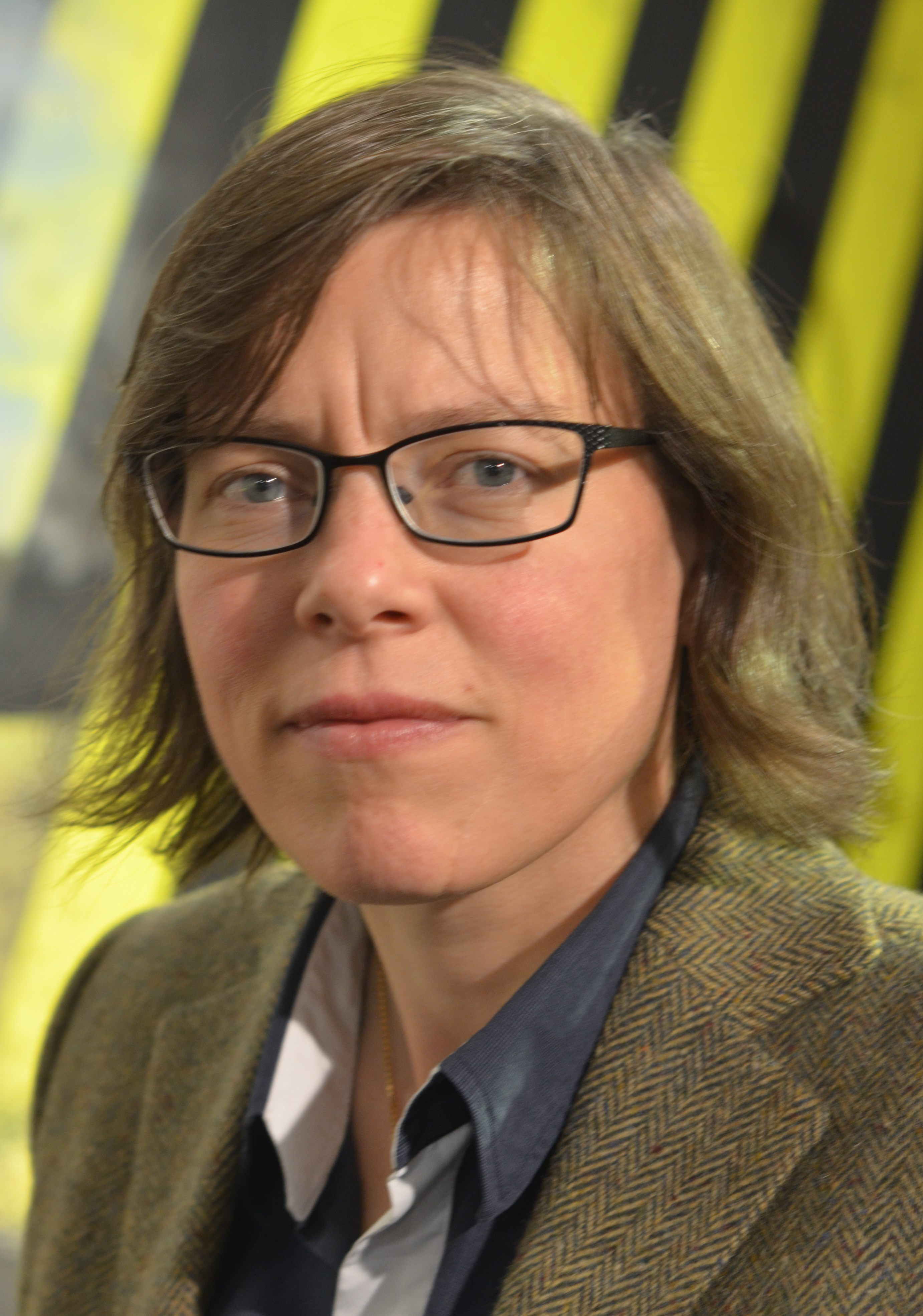
Lena Andersson (2013)

Lena Andersson (* 18. April 1970 in Stockholm) ist eine schwedische Schriftstellerin und Journalistin.
Sie verbrachte ihre Kindheit in einem Vorort von Stockholm, später zog sie nach Torsby und betrieb das Skifahren als Leistungssport. Dann kehrte sie nach Stockholm zurück.
Dort studierte sie Englisch, Politikwissenschaften und Deutsch und war zunächst als Sportjournalistin tätig. Sie schreibt Literaturkritiken für das Svenska Dagbladet und Kolumnen für Dagens Nyheter.
1999 veröffentlichte sie ihren Debütroman Die Idylle von Stensby (Var det bra så?). Für ihren Roman Widerrechtliche Inbesitznahme (Egenmäktigt förfarande) gewann sie 2013 den August-Preis in der Kategorie Belletristik.

## Werke
- Var det bra så? Natur och kultur, Stockholm 1999, ISBN 91-27-07665-2.
  - Die Idylle von Stensby. Aus dem Schwedischen von Karl-Ludwig Wetzig. Eichborn, Frankfurt am Main 2002, ISBN 3-8218-0886-1.
- Duktiga män och kvinnor. Stormdals tryck- och bokkonsult, Älvsjö 2001.
- Du är alltså svensk? Natur och kultur, Stockholm 2004, ISBN 91-27-09899-0.
- Duck City. Natur och kultur, Stockholm 2006, ISBN 91-27-11379-5.
- Slutspelat. Norstedt, Stockholm 2009, ISBN 978-91-1-301923-9.
- Förnuft och högmod: Artiklar - prosa - pjäser. Natur och kultur, Stockholm 2011, ISBN 978-91-27-13186-6.
- Egenmäktigt förfarande: en roman om kärlek. Natur och kultur, Stockholm 2013, ISBN 978-91-27-13699-1.
  - Widerrechtliche Inbesitznahme: ein Roman über die Liebe. Aus dem Schwedischen von Gabriele Haefs. Luchterhand, München 2015, ISBN 978-3-630-87469-2.
- Utan personligt ansvar. Natur och kultur, Stockholm 2014, ISBN 978-91-27-13996-1.
  - Unvollkommene Verbindlichkeiten. Aus dem Schwedischen von Gabriele Haefs. Luchterhand, München 2017, ISBN 978-3-630-87524-8.